# Gunnar Lindberg Årneby
Erik Gunnar Lindberg Årneby, född Lindberg 1967, är en svensk företagare, grundare av bland annat Spray Interactive Media Agency, senare Spray Network AB. 
Han var även med och grundade speltidningen Nintendo-Magasinet 1990 och fungerade som dess förste redaktör fram till våren 1993.
Gunnar var även med och startade E*Trade i Sverige år 1999. Svenska E*Trade såldes 2009 till Saxo Bank.
Lindberg Årneby drev mellan 2005 och 2016 prylbloggen Prylkoll.se och dess många avknoppningar, däribland Bilkoll.se

### Fotnoter
1. ↑  Daniel Linderberg (27 september 2018). ”Bredare utbud på årets spelmässa i Västerås” (på svenska). Västerås Tidning. https://www.vasterastidning.se/vasteras/bredare-utbud-pa-arets-spelmassa-i-vasteras/repriA!SkG1pcBbHziwRpqCLcnz6Q/. Läst 15 februari 2020.
2. ↑  ”och han ska bli störst i Sverige” (på svenska). Veckans Affärer. 22 september 2007. https://www.va.se/nyheter/2007/09/12/...och-han-ska-bli-storst-i-sverige/. Läst 15 februari 2020.